# Sinforosa di Tivoli
Sinforosa (... – Tivoli, 138 circa) è venerata come santa e martire dalla Chiesa cattolica che la ricorda assieme ai suoi sette figli (Crescenzio, Giuliano, Nemesio, Primitivo, Giustino, Statteo, Eugenio), detti i sette martiri Tiburtini. Fu la moglie di san Getulio.

## Agiografia
Le vicende della vita della santa sono riportate dal Martirologio Geronimiano e dalla Passio Sanctae Sympherosae, testo agiografico ripreso nel 1588 da F. Cardulo negli Acta Symphorosae et sociorum.
L'imperatore Adriano, fatta costruire una villa la inaugurò con rito pagano. Consultato l'oracolo, la risposta sarebbe stata: la vedova Sinferusa (antico nome di Sinforosa) e i suoi sette figli ci dilaniano ogni giorno invocando il loro Dio. Perciò, se costei coi suoi figli sacrificherà, noi promettiamo di soddisfarti in tutto quello che domandi. 
Allora Adriano la fece arrestare insieme i figli, esortandoli perché acconsentissero a sacrificare agli idoli. Visto che non cedevano, dopo averla torturata, le fece legare al collo un masso e la fece precipitare nel fiume. Il fratello Eugenio, principale della Curia Tiburtina, raccolse il cadavere e lo seppellì nel suburbio della medesima città. Il giorno dopo, l'imperatore Adriano fece piantare sette pali intorno al tempio d'Ercole Vincitore (in Tivoli) e su essi fece stendere i figli di Sinferusa che fece poi trucidare.
Il giorno seguente l'imperatore Adriano, recatosi al tempio d'Ercole Vincitore, dispose che i cadaveri fossero rimossi e gettati in una fossa sulla via Tiburtina al nono miglio da Roma.

## Culto

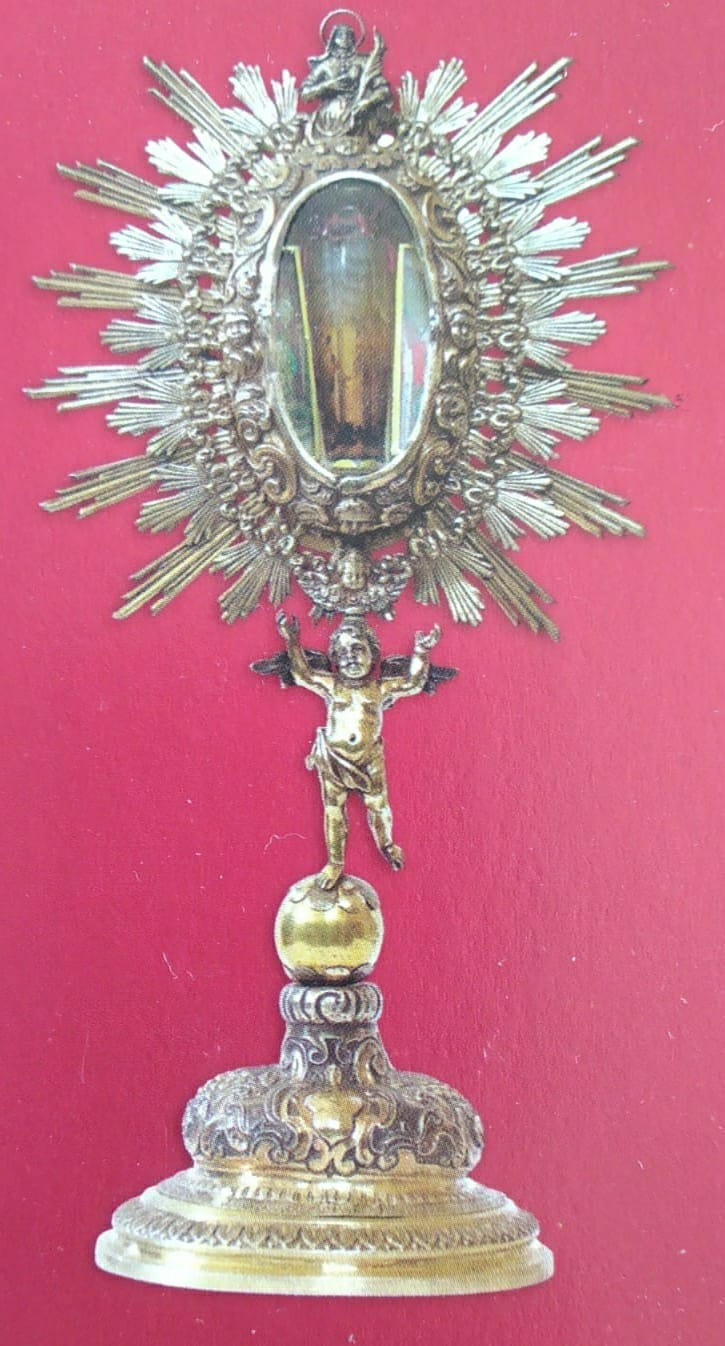
Reliquia del Sacro Sangue di Santa Sinforosa, custodita nel Duomo Parrocchiale di San Chirico Raparo (PZ)

Il Martirologio Romano la commemora il 18 luglio.
È venerata come comprotettrice di Tivoli, patrona di Roccadaspide, Tossicia e compatrona di San Chirico Raparo (PZ), insieme a san Chirico martire, dove si svolge la festa più grande in suo onore. 
Nel Duomo Parrocchiale del piccolo borgo lucano è inoltre custodia una preziosa reliquia del Sacro Sangue della Santa, che in diverse occasioni si è inspiegabilmente e miracolosamente (per la devota comunità sanchirichese) liquefatto, secondo la tradizione in corrispondenza di una grazia elargita dalla Santa a qualcuno dei suoi fedeli.